# Black Roses (câu lạc bộ bóng đá Samoa thuộc Mỹ)
Black Roses là một câu lạc bộ bóng đá Samoa thuộc Mỹ đến từ Pago Pago, Samoa thuộc Mỹ, hiện đang thi đấu ở Giải bóng đá vô địch quốc gia Samoa thuộc Mỹ.

## Danh hiệu
- Giải bóng đá vô địch quốc gia Samoa thuộc Mỹ (1):

2009